# Historia económica de Estados Unidos postrevolucionario

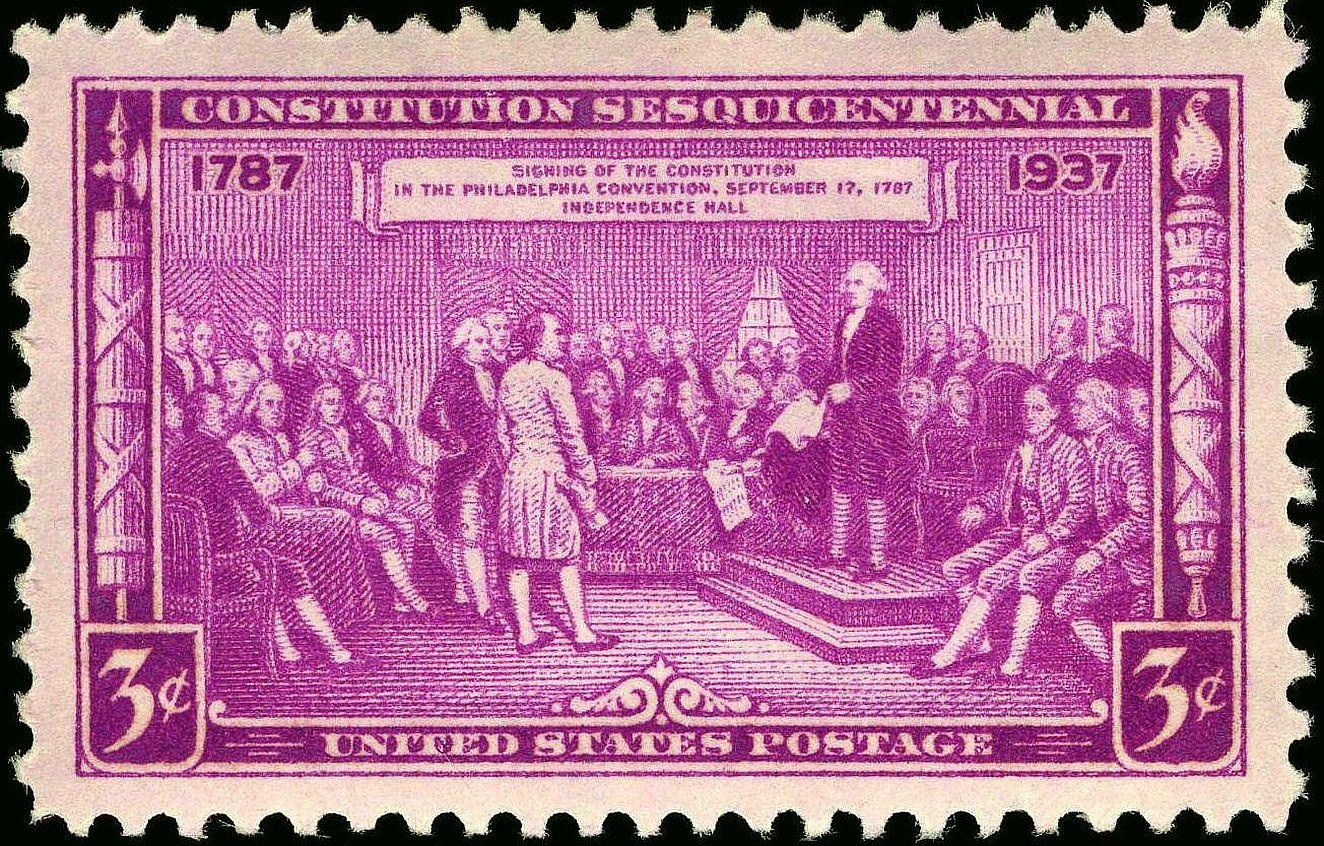
Papel moneda de 1937, homenaje 150.º a la Constitución de 1787

La historia económica de Estados Unidos post-revolucionario señala las características, sucesos y consecuencias que fueron causados por el proceso revolucionario que transformó la administración pública financiera y actividades económicas que se practicaban. El periodo de la revolución en Estados Unidos se dio entre los años 1775 a 1783; la guerra concluyó posteriormente con la derrota de la  británica en la Batalla de Yorktown y la firma del Tratado de París.

## Antecedentes
Los habitantes en Estados Unidos exigieron sus derechos como ingleses de elegir a sus propios representantes para gobernar los, de imponer impuestos, pero Reino Unido rechazó esta idea. Los pobladores de Estados Unidos intentaron resistir sus derechos mediante los artículos manufacturados por los británicos, pero como siempre fueron rechazados por los mismos.
Las causas de las guerras se pueden entender gracias a las medidas que impuso el gobierno británico a los colonos al finalizar la Guerra de los Siete Años, la consolidación política, social y económica que los colonos lograron por las libertades que la corona les había entregado inicialmente y la influencia de las ideas de la Ilustración, las cuales recurrieron los colonos para oponerse a las nuevas disposiciones y justificar la lucha contra la Corona inglesa. Reino Unido trató de parar la economía estadounidense mediante un bloqueo en la mayoría de los puertos americanos, pero aproximadamente el 90% de la población ocupaban principalmente como una actividad de la agricultura y solo el 5% de la población se encontraba en las ciudades, esto hizo a Estados Unidos fuese autosuficiente.
Era el año 1776 cuando Estados Unidos firmó La Declaración de Independencia. En esta, se estipulaba que las Trece Colonias serían estados independientes de Reino Unido, de esta manera Estados Unidos ya no tendría el respaldo de Reino Unido. Siendo ya independientes, Estados Unidos decidió usar una nueva forma política económica, conocida como: nacionalismo.

## Crecimiento demográfico

Mapa del crecimiento territorial en 17

Se dio por diferentes razones: compras de territorios, guerras. A su vez, se produce la ocupación directa, logrando llegar hasta el Pacífico. 
Después de la independencia, Estados Unidos tuvo un gran crecimiento demográfico; en el año 1790 la población de Estados Unidos tenía aproximadamente menos de cuarenta millones de habitantes. Para 1870, la población había rebasado ese número y tenía un índice de crecimiento anual de 2.5%.
Durante este periodo posrevolucionario la tasa de fertilidad en Estados Unidos fue disminuyendo por lo costoso que era mantener a los hijos, por otra parte, también se vio reducida la tasa de mortalidad debido a los avances en la calidad de vida, como mejoras en la salud. Había mejores condiciones de higiene, se facilitó el suministro de agua y erradicaron las aguas residuales; esto ayudó a la reducción de la propagación de enfermedades.
La expansión territorial fue una de las características más importantes del desarrollo histórico de los Estados Unidos. En sus primeros cien años de vida la nación norteamericana experimentó un impresionante crecimiento territorial. Las Trece Colonias originales se expandieron hasta convertirse en un país atrapado por dos océanos. Como veremos, este fue un proceso complejo que se dio a través de la anexión, compra y conquista de nuevos territorios.
Es necesario aclarar que la expansión territorial norteamericana fue algo más que un simple proceso de crecimiento territorial, pues estuvo asociada a elementos de tipo cultural, político, ideológico, racial y estratégico. El expansionismo es un elemento vital en la historia de los Estados Unidos, presente desde el mismo momento de la fundación de las primeras colonias británicas en Norteamérica. Éste fue considerado un elemento esencial en los primeros cien años de historia de los Estados Unidos como nación independiente, ya que se veía no sólo como algo económica y geopolíticamente necesario, sino también como una expresión de la esencia nacional norteamericana.

## Desarrollo económico
En los años posteriores a la creación y ratificación de la Constitución de los Estados Unidos, la economía del país registró un enorme crecimiento. La propia Constitución establecía la regulación tanto del comercio como del dinero por parte del Congreso de los Estados Unidos. Abrió el mercado del territorio estadounidense y con la apertura de sus fronteras, el nuevo país permitió un flujo interno libre de bienes e ideas. A partir de 1788, los recién independizados Estados Unidos vieron el crecimiento de su productividad ascender a aproximadamente el 2% por año. Debido a una fuerte base económica originada con los británicos, la economía estadounidense rápidamente se igualó a la de sus ex gobernantes.
Anteriormente, durante el siglo XIX fue para la nación norte una época de ajo la guerra consigo fue una interrupción entre el comercio extranjero con las Trece Colonias, pero no causó desventajas para los territorios americanos, sino que ayudó al desarrollo de manufacturas para que produjeran sustitutos de bienes previamente importados. La producción doméstica de telas de lana y lino tuvo que crecer para cubrir la demanda tanto militar como civil.
Para proveer armas y municiones para las fuerzas armadas, el Congreso y diversos Estados establecieron arsenales para la manufactura de rifles y mosquetes. También ofrecieron subsidios para alentar que los productores de municiones expandieron sus instalaciones. El Estado lo que hizo para movilizar la fuerza laboral produciendo artículos para la guerra, fue proveer excepciones de servicio militar aquellos que trabajen en establecimientos produciendo municiones y empezó a alentar la inmigración de trabajadores capacitados de Europa hacia el continente americano. Sin embargo, el apoyo de equipamiento militar por parte del extranjero fue indispensable para suministrar a los ejércitos. Las armas representaban el 60% del apoyo extranjero durante toda la guerra por parte de Europa.
Cuando la independencia finalizó en 1781, la economía de la nación se encontraba en un estado crítico. Las exportaciones a Gran Bretaña estaban restringidas y las leyes británicas prohibieron el comercio con las colonias que aún se mantenían dependientes al imperio británico localizadas en el Caribe. Las flotas comerciales de los británicos con importaciones de manufactura barata eran vendidas a un precio menor que los productos manufactureros estadounidenses. Estos hechos afectaron las dos principales fuentes de recursos en el sector comercial a Estados Unidos.
Finalmente, esto produjo un rápido crecimiento en la inflación por el gran nivel de deuda causado por los esfuerzos de la guerra que provocó una crisis económica, la cual representaba una amenaza para la estabilidad y futuro de la nueva nación.
Las medidas legislativas que tomó el nuevo gobierno fueron para ayudar a granjeros con sus altas deudas, los términos de reembolso fueron extendidos y el encarcelamiento por deuda era más flexible.
De cualquier forma, el rango de las leyes de deudores favorables aprobadas por las legislaturas estatales en la década de 1780 indignó a los que esperaban ser pagados por los deudores – donde de igual forma se encontraban los políticos conservadores –.
La controversia política sobre lo que representaba la política económica estalló con lo que señaló James Madison sobre las luchas políticas que se derivaron de la mala repartición de propiedades.
Entre los años 1790 y 1815, Estados Unidos tuvo problemas políticos y económicos a nivel internacional al no ser reconocido mundialmente inclusive cuando la nación se vio beneficiado por el crecimiento que gradualmente tuvo. Cuando George Washington fue declarado como el primer presidente de los Estados Unidos en 1789, el país estaba pasando por un gran problema económico como estrago de la Independencia de las Trece Colonias. Los ciudadanos estadounidenses seguían averiguando qué tipo de nación sería. En enero de 1790, Alexander Hamilton emitió un "Informe sobre el crédito público", en el que propuso que el gobierno federal asumiera las deudas estatales de la Revolución y pague todas las deudas extranjeras y nacionales a su valor nominal. El Congreso acordó pagar $ 11 millones en deudas. Luego de seis meses de debate en el que los Estados del Sur aceptaron el acuerdo a pesar de que ya habían ido más allá para pagar sus deudas, el Congreso aprobó la propuesta de asumir deudas estatales.

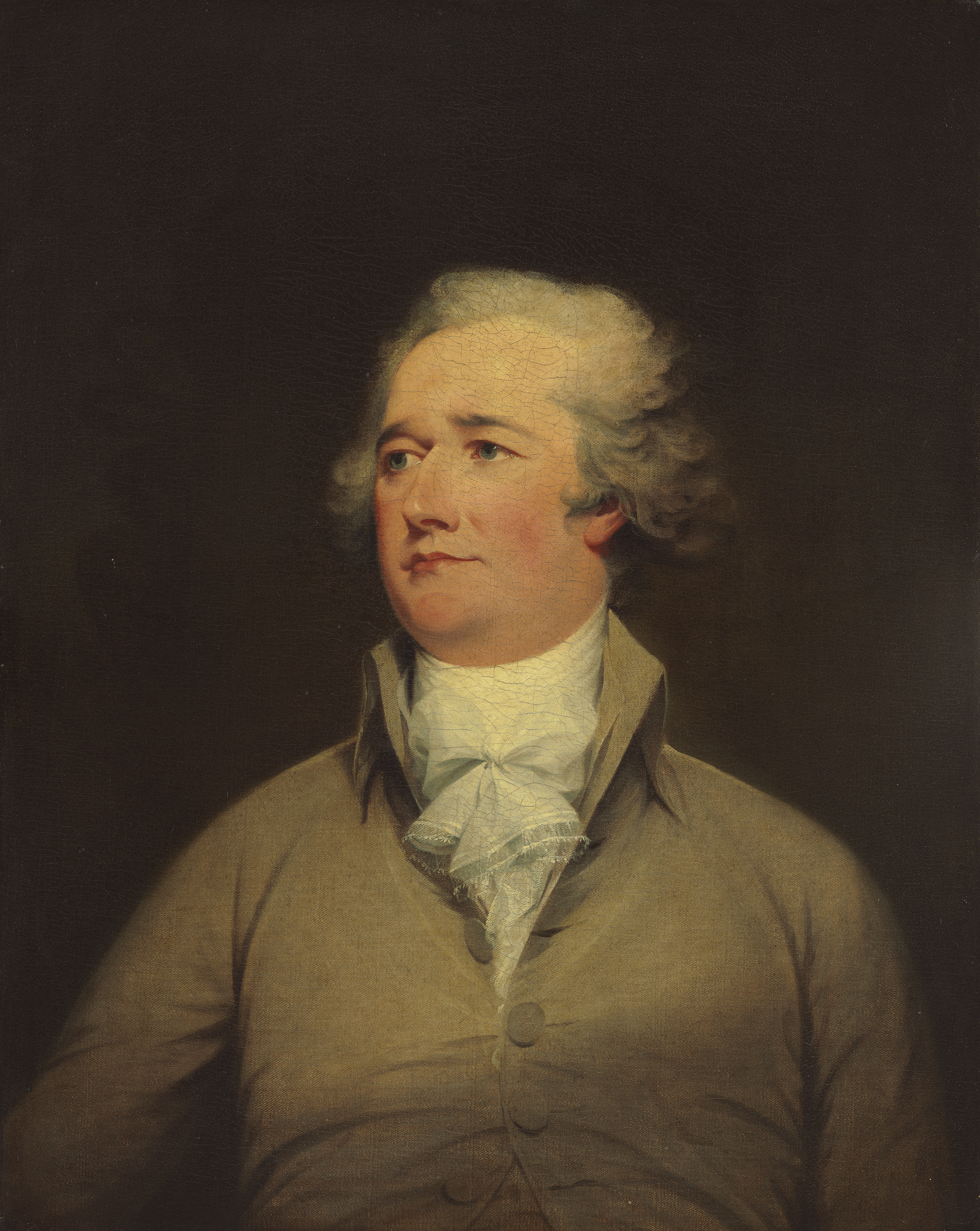
Alexander Hamilton, Secretario de Tesoro de E.U.A.

En su Segundo Informe sobre Crédito Público, Hamilton también propuso la creación del Banco de los Estados Unidos. Esta propuesta resultó ser aún más polémico que su Primer Informe sobre Crédito Público. El banco, que debía contar con el respaldo de accionistas tanto públicos como privados, se enfrentó a la oposición del secretario de Estado Thomas Jefferson y James Madison. Los críticos argumentaron en el Congreso que el banco era una institución más acorde con la monarquía que la democracia estadounidense. Los opositores del banco afirmaron que sería un abuso inconstitucional del poder del gobierno central y que la Constitución no le dio específicamente al gobierno federal el poder de crear dicha institución. De cualquier manera, el Congreso aprobó renuentemente la autorización, y el banco abrió en 1791.
Las propuestas de Hamilton expusieron diferencias fundamentales en cómo los políticos estadounidenses percibieron la economía nacional. Alexander Hamilton quería usar el poder del gobierno federal para expandir la economía. Su "Informe sobre las manufacturas" recomendaba que la economía se enfocaría más en el comercio y la fabricación, y que estuviera protegida por aranceles elevados. Jefferson, Madison y sus partidarios pensaron que una economía manufacturera estaba destinada a exponer a la sociedad estadounidense a la decadencia moral, política y la corrupción, las cuales representaban preocupaciones importantes para la nueva nación. Jefferson creía que los granjeros eran primordiales y que la agricultura descentralizada proporciona la base más "virtuosa” para el gobierno de EE. UU. Jefferson imaginó una sociedad dirigida por agricultores independientes propietarios de tierras, y Hamilton apoyaba más el comercio y las finanzas. Aunque el Congreso aceptó muchas de las propuestas económicas de Hamilton en 1792, y de hecho sus programas restauraron al país a una notable salud financiera, el debate sobre el rol del gobierno central, el poder y la economía en los Estados Unidos continuaría durante décadas.

### Impuestos
Dejó de haber impuestos a la tierra entre los ingresos nacionales, impuestos especiales sobre alimentos, bebidas, combustible, luces o cualquier manufactura nativa o extranjera, o producción nativa o extranjera, excepto un arancel de aproximadamente cuatro peniques sobre alcohol procesado nacionalmente. La mayor parte de las cargas públicas se pagaba mediante un arancel a la importación de mercancías extranjeras, que al ser retirado de la exportación, permanecía únicamente en lo que realmente se consume. Desde esta perspectiva, era el más bajo del mundo y operaba en gran medida en beneficio de las manufacturas estadounidenses.

### Comercio
El comercio se había visto favorecido por un reembolso de todo el arancel de las importaciones sobre productos extranjeros cuando se exportan, exceptuando sólo unos pocos productos particulares que no se desea importar o consumir en el país americano. El valor de las manufacturas era mayor que el doble del valor de sus  en productos nativos y era mucho mayor que el valor bruto de todas sus importaciones, incluido el valor de los bienes que eran nuevamente exportados.
También los recursos minerales de los Estados Unidos eran enormes y diversos. Había ricos yacimientos de carbón, de petróleo, de hierro, de cobre, de plomo, de zinc, de fosfato, de sal, de piedra, de arcilla y de azufre.

### Sector naval
La construcción de barcos en los Estados Unidos tuvo un auge durante 1792 y fue mucho mayor que en los últimos años. Existió una especialización en la manufactura para el mobiliario, la vestimenta y el armado de embarcaciones. Además hubo una implementación de los barcos impulsados por vapor, estos ayudaron a reducir costos de transporte e hizo que Estados Unidos tuviera un mercado exterior más amplio, las mercancías eran transportadas en menor tiempo y a distancias más largas. la eficacia de los barcos impulsados a vapor hizo que los costos se redujeran y hubiera una mayor producción.

### Sector agrícola
El Este de Estados Unidos tuvo una agricultura próspera. Los agricultores suministraban productos agrícolas de bajo costo a los habitantes rurales y urbanos, y esta población exigía manufacturas, que eran abastecidas por vigorosos sectores manufactureros locales y subregionales. Estos consumidores no agrícolas incluyen minoristas, pequeños propietarios de fábricas, carreteros, artesanos y profesionales (clérigos, médicos y abogados). Algunos empresarios trascendieron su producción a mercados más grandes, y esta transformación se produjo especialmente en sectores como los zapatos, manufacturas seleccionadas producidas en Connecticut (botones, estaño y relojes de madera) y los textiles de algodón. Las mejoras en el transporte tuvieron poco impacto en estos desarrollos agrícolas e industriales, principalmente porque el pequeño vagón funcionaba efectivamente como medio de transporte y gran parte de las áreas más prósperas del Este eran accesibles a un transporte fluvial barato. Estas áreas agrícolas tenían acceso a un transporte conveniente y económico que podía utilizarse para llegar a los mercados; las granjas abastecían a las crecientes poblaciones urbanas en las ciudades y algunos de los productos se exportaban. Las metrópolis de Boston, Nueva York, Filadelfia y, en menor medida, Baltimore y sus alrededores de cada una se convirtieron en centros de fabricación líderes y surgieron otros centros industriales. en áreas agrícolas prósperas distantes de estos complejos. Juntos, el este y el medio oeste constituyeron el American Manufacturing Belt, que se posteriormente formaría en la década de 1870, mientras que el sur no se industrializó de forma proporcional.

### Sector manufacturero
Las manufacturas estadounidenses aumentaron en los primeros cinco años posteriores a la guerra de independencia y consistían generalmente en artículos de comodidad, utilidad y necesidad. Los artículos de lujo, elegancia y presentación no se fabrican en Estados Unidos, excepto en algunos casos.
Las manufacturas domésticas se llevaba a cabo dentro de las familias de casi todos los agricultores y hacendados, y de una gran proporción de los habitantes de los pueblos y ciudades. Esta práctica estaba aumentando bajo la influencia del interés privado.
Fue justo durante esta época que existió un auge de nuevas tecnologías, con gran rapidez y precisión en la ejecución de mecanismos y mano de obra para fines científicos, artísticos, financieros, de navegación y agrícolas que resultó en varios inventos como el conductor eléctrico de Franklin, las máquinas de vapor de Rumsey & Fitch, entre otros.
Otro aspecto significativo en el que se apoyó los Estados Unidos para montar su industria fue el uso de mano de obra extranjera. Los Estados Unidos montaron su industria apoyándose en los recursos humanos del mundo entero. Entre 1850 y 1880, la inmigración a Estados Unidos fue muy intensa, y se mantuvo a un nivel constante. Cada decenio llegaron unas 2.500.000 personas. Durante los últimos 40 años del siglo XIX entraron más de 14 millones de inmigrantes.
Los progresos industriales de los Estados Unidos se basaron también en el factor geográfico. La extraordinaria longitud del litoral marítimo, que alcanza cerca de 18.000 millas, ofrecía numerosas ventajas al desarrollo de la navegación, de la pesca, el comercio exterior, etc.

### Sector industrial
En 1815 se implementaron nuevas formas de producción hacia nuevas máquinas que hacen más eficiente la producción, se logró la especialización, aumentó la demanda de productos y el incremento de la producción. Con la introducción de las máquinas hubo una sobreoferta de la mano de obra, de esta manera los salarios de los trabajadores fueron bajos. Gracias al ahorro de capital y la inversión se impulsó el desarrollo industrial. Se desarrollaron industrias de textiles, herramientas y maquinaria, estas industrias fueron evolucionando, lo que ayudó al crecimiento económico en Estados Unidos.

## Aspectos sociales
A principios de la Revolución, la población fue reclutada voluntariamente y después obligatoriamente. Cuando los habitantes masculinos fueron a la guerra, sus esposas podían elegir ir con ellos. Sin embargo, la mayoría de ellas veían la vida militar poco atractiva y las actividades que ejercían era cocinar, cuidar a los heridos o lavar, de modo que las mujeres que se unieron al ejército era porque no tenían otras formas de apoyo. Las mujeres que se mantenían fuera del ejercicio militar, aparte de que realizaban los labores hogareños, también formaban parte de la mano de obra de trabajos antes considerados adecuados para hombres exclusivamente en las zonas rurales como la cosecha.
La independencia no trajo cambios revolucionarios en las estructuras sociales.
La ideología estadounidense siguió enfatizando las oportunidades económicas y movilidad social. Los años posteriores a la guerra, algunos individuos se vieron beneficiados mientras que otros perdieron sus fortunas. Un ejemplo claro de estos afectados fueron los comerciantes; si un sector pudo fundar nuevas empresas durante la guerra, obtuvieron niveles importantes en la comunidad mercantil. Sin embargo, estos efectos no fueron lo mismo para los comerciantes que se mantuvieron leales a Gran Bretaña ya que perdieron la mayor parte de sus fortunas.
Para la clase media estadounidense – la mayoría granjeros – la reanudación de las actividades en el oeste significó un decremento en los precios de la tierra y una nueva posibilidad de desarrollo económico.
Por otro lado, para las clases minoritarias, existió la abolición de la esclavitud en dos estados del norte; Massachusetts y New Hampshire. Hubo la aprobación de leyes que emancipaban a los hijos de los esclavos en estados como Pensilvania, Connecticut y Rhode Island. Aunque estos cambios significaron un gran avance para los estados del norte, en el sur del país donde el 90% de los esclavos habitaban, no existía ningún movimiento que fomenta la emancipación de la esclavitud, por lo que el movimiento de independencia tuvo efectos muy limitados para este sector, ya que su libertad no incluía derechos políticos, un mejor desarrollo social o apoyo económico y seguían siendo excluidos de la sociedad estadounidense.
Las siguientes décadas a la independencia, significaron inmediatamente el inicio de importantes cambios en el estatus legal de las mujeres, particularmente con respecto a los derechos de propiedad. Aumentó el número de propietarias de terrenos y la eliminación del favorecimiento del primogénito (que únicamente beneficia al hijo mayor de cada familia) en la repartición de estas tierras, significó la igualdad entre el sexo femenino y masculino con respecto a la herencia de propiedad.

## Aspectos políticos

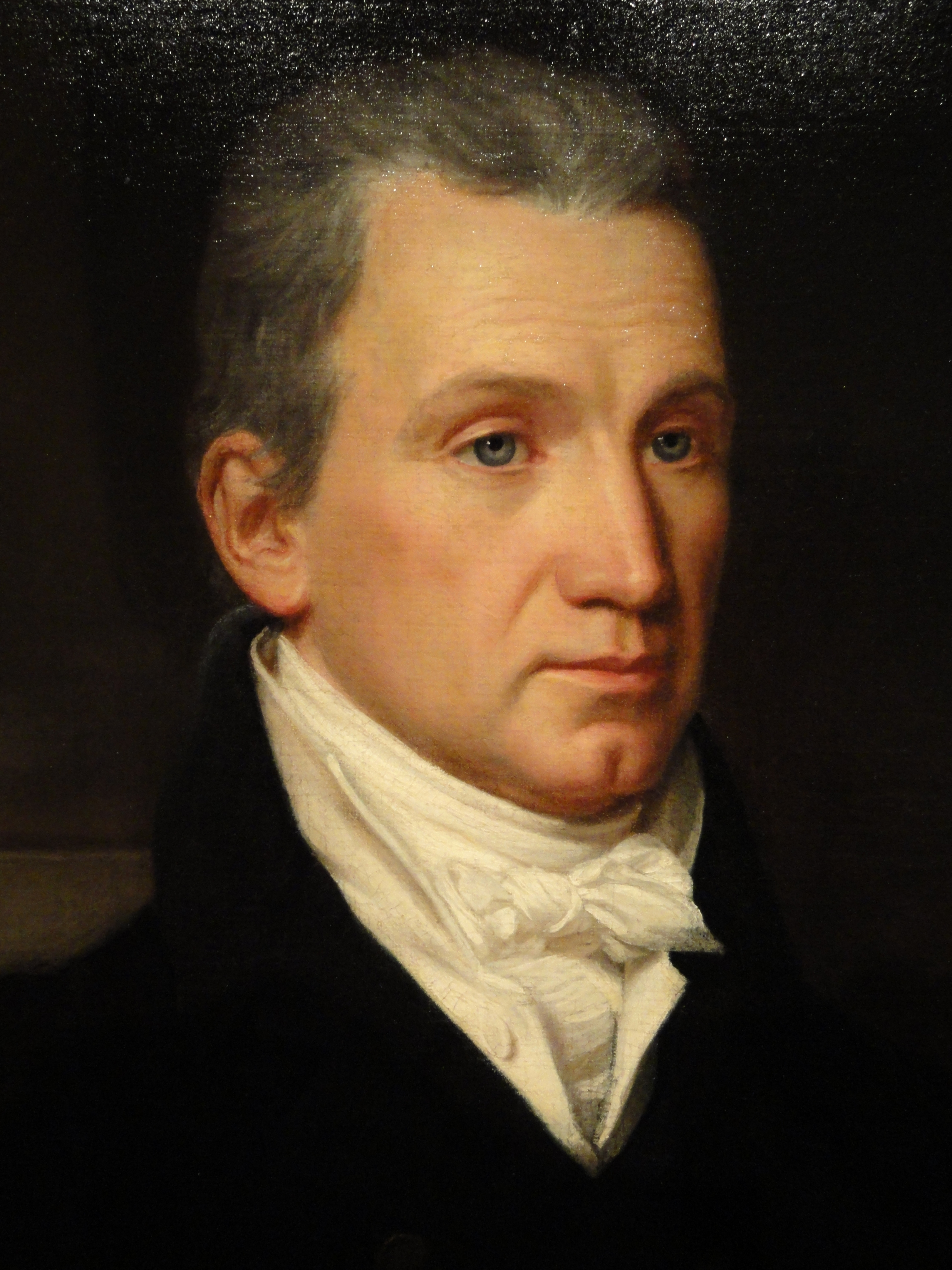
James Monroe, 1816

El 3 de septiembre de 1783 se firma un tratado entre Estados Unidos y Gran Bretaña denominado “El Tratado de París”. Este consistía en el fin de la Guerra de Independencia de los Estados Unidos. El tratado lo firmó el político David Hartley, conocido por formar parte del parlamento del Reino Unido, Hartley estaba en representación del rey Jorge III, mientras que los representantes de Estados Unidos eran: John Adams, Benjamín Franklin y John Jay. Fue hasta el 14 de enero donde se ratificó el tratado ante el Congreso de la Confederación y en Gran Bretaña un poco después, el 9 de abril de 1784.
En 1787, el presidente estadounidense James Monroe presentó ante el Congreso la doctrina Monroe, donde se dicta la frase “América para los americanos”, el propósito de esta doctrina era en que ningún país europeo interviniera económicamente o políticamente en el país, a cambio de que los Estados Unidos no hiciera lo mismo en Europa.
En la parte política del sistema americano fue formulado en un inicio por Alexander Hamilton, propuso la creación de un banco del gobierno y el aumento de aranceles para promover el desarrollo industrial.
Había programas gubernamentales específicos y políticas que facilitaron y dieron forma a la Escuela Americana y al Sistema Estadounidense la inclusión de las Oficinas de Patentes en 1802; se desarrolló por igual Coast and Geodetic Survey en 1807 para mejorar la navegación fluvial y portuaria; asignación de cargos oficiales de ingenieros en el Ejército para la construcción de los primeros ferrocarriles y canales; creación del Primer Banco de los Estados Unidos y el Segundo Banco de los Estados Unidos, sin olvidar todas las medidas proteccionistas que tenían.
Cuando finalizó la guerra en Estados Unidos como las trece colonias eran independientes entre ellas; era difícil establecer acuerdos entre sí. Fue hasta el año de 1787 cuando representantes de las trece colonias se reunieron con la intención de redactar una constitución donde participaran todas las colonias. La creación de esta constitución se basaba en la libertad e igualdad que tenían algunos países europeos como Francia, esto ayudó a la conformación de la primera carta magna, el cual tenía las ideas de un liberalismo político y así se establece el régimen republicano y democrático
Aunque la constitución de los Estados Unidos tuvo impactos económicos inmediatos, como cláusulas que dieron reglas básicas de muchos aspectos de la vida económica, el nuevo sistema de gobierno tendría fuertes cambios en la economía a largo plazo. El sistema federal proporcionó un marco para contener la controversia entre centralismo y localismo, con el objetivo de crear estabilidad esencial para un mayor crecimiento económico.
Por primera vez, el gobierno de Estados Unidos tenía la soberanía sobre los impuestos, el cual fue una fuente de recursos financieros y que pudo ser utilizado para proteger la industria doméstica.
El Congreso tenía el poder de adquirir y desempeñar la deuda incurrida del antiguo gobierno, así como prestar dinero en un futuro, es decir, los seguros de gobierno serían con un factor importante para el desarrollo del mercado capital. Con el poder de ajustar los impuestos de importaciones y exportaciones, la nueva nación tuvo un fortalecimiento en las negociaciones de tratados comerciales. Esto trajo grandes beneficios para el apoyo económico al sector militar y reforzó los esfuerzos diplomáticos.
Para poder asegurar un sistema único monetario nacional, al Congreso le fue concedido el poder exclusivo del dinero.
El nuevo país eligió a su primer presidente, George Washington, en 1789 y mientras que los bienes eran ciertamente abundantes en esa época, no así la industria. Sin embargo esto cambiaría rápidamente gracias en gran parte a un período sin precedentes de iniciativa empresarial estadounidense. El país vería un desarrollo económico regional característico de cada zona, como los astilleros que prosperaron en Nueva Inglaterra, los cultivos y las pieles que abundaban en las colonias medias, y la economía de plantación en el Viejo Sur. En 1789, la industria textil de los Estados Unidos se revolucionaria gracias a un hombre llamado Samuel Slater, un aprendiz de textiles de una fábrica británica que emigró a los Estados Unidos. Antes de salir de Inglaterra, Slater memorizó el plano de una pieza de la maquinaria textil, y de memoria reconstruyó la máquina en los Estados Unidos.